# Romanino
Girolamo di Romano, dit  Romanino (Brescia, en Lombardie  entre 1484 et 1487 – Brescia, 1566), est  un peintre italien de Venise et de Brescia dont la longue carrière lui a permis d'expérimenter plusieurs  styles différents .

## Biographie
Fils de Luchino, d'une famille installée depuis un siècle à  Brescia, mais originaire de Romano di Lombardia, il effectue sa formation à Brescia et à Venise, suivant les travaux de Giorgione et les gravures de Dürer, comme le démontre sa Vierge à l'Enfant, conservée au musée du Louvre exécutée dans les dix premières années de son activité de peintre. Dans les années suivantes il s'oriente vers les illusions perspectives de Bramante et de  Bernardino Zenale, comme ses fresques des épisodes de la vie de Nicolò Orsini, de 1509 conservées à Budapest et le retable de saint Roch de l'église San Giovanni Evangelista à Brescia.
Sa Déploration du Christ mort datant de 1510, créée initialement pour San Lorenzo de Brescia, maintenant dans les Galeries de l'Académie de Venise, révèle les références acquises des écoles de Crémone et de Ferrare greffées sur le « réalisme » lombard.
De cette période, où la perspective illusionniste d'ascendance milanaise a la prépondérance, on peut repérer : les fresques de la Vierge à l'Enfant, saints et commanditaires pour l'église San Pietro à Tavernola Bergamasca, la Pietà à San Francesco de Brescia, deux couples de saints de la collection Cunietti de Milan et au musée de Cassel, un panneau d'un polyptyque commandé en 1511.
En avril 1513, à Padoue, il est chargé par les pères bénédictins du monastère Sainte-Justine de réaliser un cenacolo, pour le réfectoire du couvent, puis le retable du maître-autel. Cette œuvre aujourd'hui perdue était une référence explicite au Titien, dont il a pu étudier les trois fresques de la basilique. Le style bramantesque domine les figures, souvenirs de la formation lombarde.
Après le départ des troupes de la Ligue de Cambrai en mai 1516, il revient dans sa patrie de Brescia à nouveau libérée. Il réinstalle des motifs padouans dans la Madone et les saints, réalisée pour l'autel majeur de l'église bresciane de San Francesco. De 1516 également sont les Salomé, maintenant au Musée de Bode de Berlin, archétype d'une série de peintures de sujets analogues exécutées dans le Brescian.
En 1517 il collabore à Crémone aux fresques d'Altobello Melone dans la nef gauche du Dôme ; la Vierge entre saint Ludovic de Toulouse et saint Roch (maintenant détruites après avoir été conservés à Berlin). La Vierge et les saints Bonaventura et Sebastiano du dôme de Salò est également de cette époque. Entre l'été et l'automne de 1519, il peint à fresque quatre panneaux dans la nef centrale, avec des histoires de la Passion de Christ dans le Dôme de Crémone, travail qui devait continuer avec d'autres scènes, mais les nouveaux Massari, élus en 1520, lui enlèvent leur accord en le confiant au Pordenone.
En 1521, il entame, avec Alessandro Bonvicino (« Moretto »), la décoration de la chapelle du Saint-Sacrement de saint-Jean-Évangéliste à Brescia, qui laissée inachevée sera complétée par deux peintres dans la première moitié des années 1540. De 1522, les peintures du polyptyque Averoldi de l'église Saint-Nazaire-et-Saint-Celse de Brescia de cette première phase, correspondant au registre supérieur, montrent fort l'influence du Pordenone et du Titien.
Le polyptyque de Sant'Alexandre à Brescia est daté des environs de 1524 (maintenant conservé à la National Gallery de Londres). Entre 1524 et 1525, il peint les panneaux du buffet des orgues pour le dôme d'Asola et, l'année suivante, il les complète avec les tableaux et les fresques de la cantoria. À la fin des années 1520, le retable de Brera avec la Présentation au Temple, le Saint Antoine de Padoue avec donateur du dôme de Salò et, probablement, les Couronnement de la Vierge avec des saints de San Domenico à Brescia (conservés à la Pinacoteca Tosio Martinengo) révèlent l'influence du Moretto.

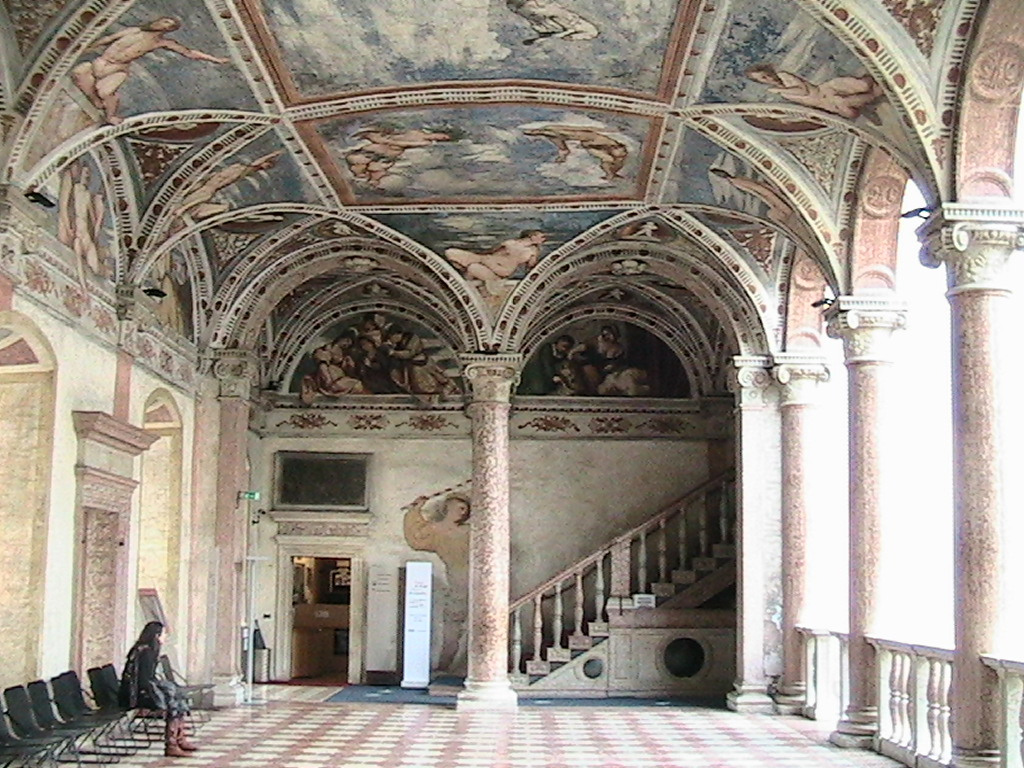
Loggia du château du Bon-Conseil

Entre 1531 et 1532, il travaille avec Dosso Dossi, avec Battista Dossi et avec Marcello Fogolino à la décoration de la nouvelle résidence désignée comme Magno Palazzo, dans le château du Bon-Conseil, commandité par le cardinal Bernhard von Cles, prince-évêque de Trente. Loin de Brescia, dans une ambiance moins envahie des influences artistiques du Titien, Romanino on se sent plus libre - et moins enclin à subir les thèmes iconographiques chers à la culture humaniste en cours - d'exprimer son tempérament de peintre plus personnel qui le feront apprécier des hommes de culture internationale comme Bernhard von Cles.
Dans cette période il travaille dans quelques églises du val Camonica : Santa Maria della Neve à Pisogne (Histoires du Christ), de Sant'Antonio à Breno, de Santa Maria Annunciata à Bienno, des tableaux et des fresques avec un fort réalisme quotidienne dans les gestes, dans les expressions et dans les costumes. La Santa Maria della Neve à Pisogne, qualifiée par Giovanni Testori de « chapelle Sixtine des pauvres », les scènes des crucifixions et des histoires du Christ, sont évocatrices pour les populations dévotes.
Entre 1539 et 1540, il réalise un tableau pour les orgues du vieux dôme de Brescia et en 1540 pour celles de Saint-Georges-en-Braida à Vérone. Dans les dernières années, il entame une collaboration avec le jeune Lattanzio Gambara (qui deviendra son gendre), dans les cycles profanes des Palais Lechi et Averoldi à Brescia. La dernière œuvre remarquable, commandée en décembre 1557 et en partie exécutée en collaboration avec Gambara, est le Cristo che predica alle turbe (Christ qui prêche à la foule), dans l'église San Pietro à Modène.

## Œuvres

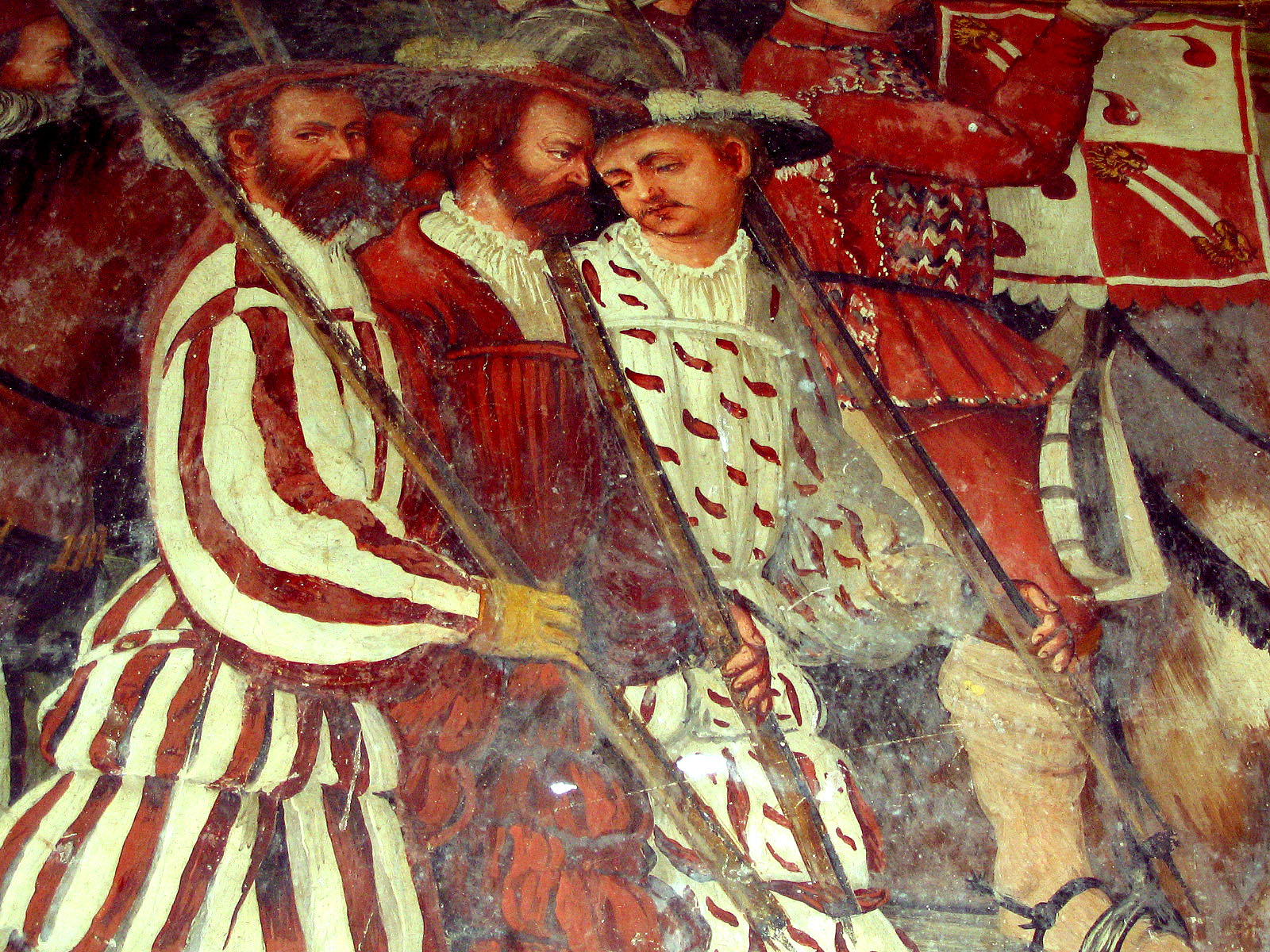
La Visite de Christian du Danemark
v. 1520, Château de Malpaga

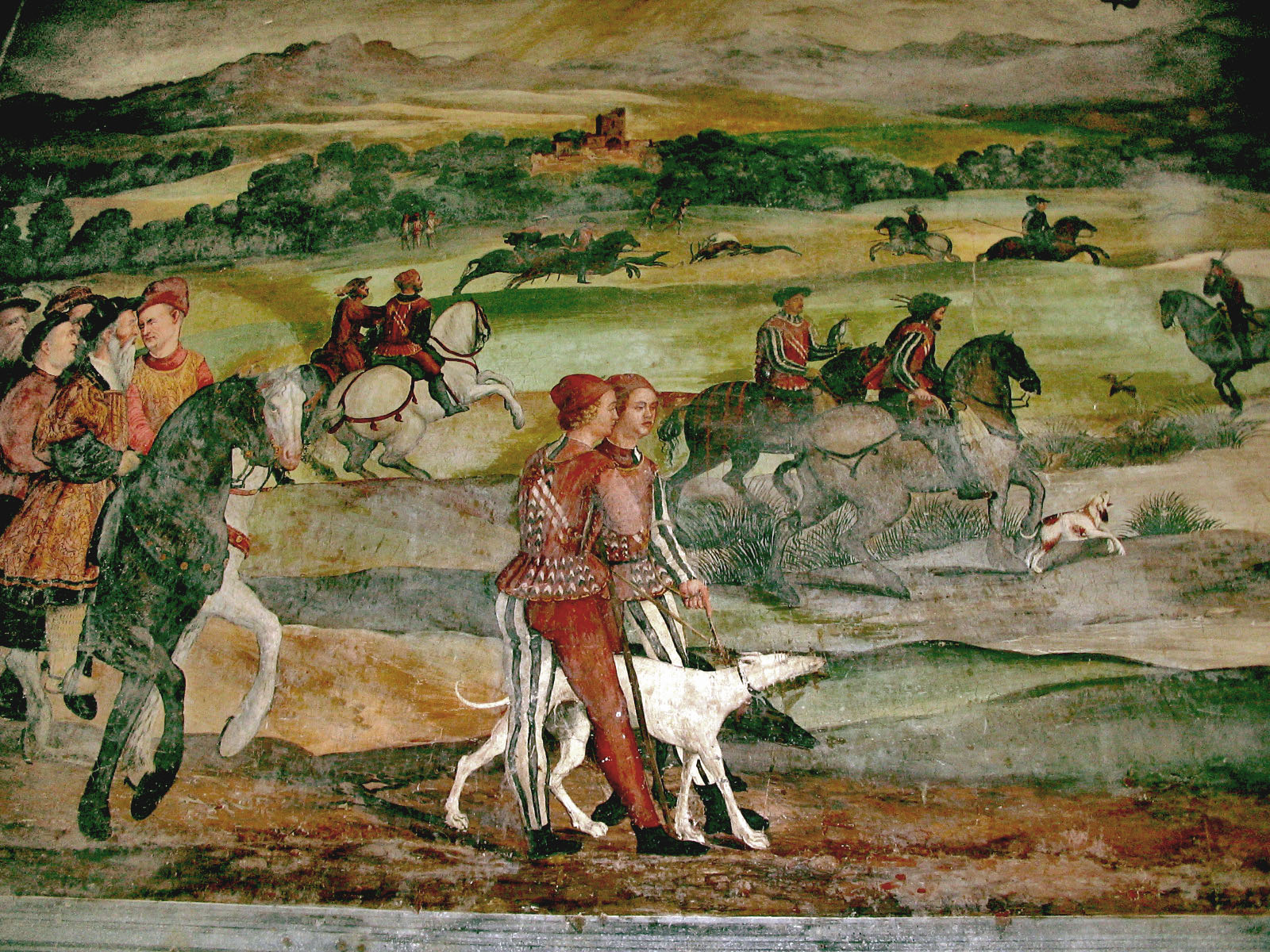
Scène de chasse
v. 1520, château de Malpaga

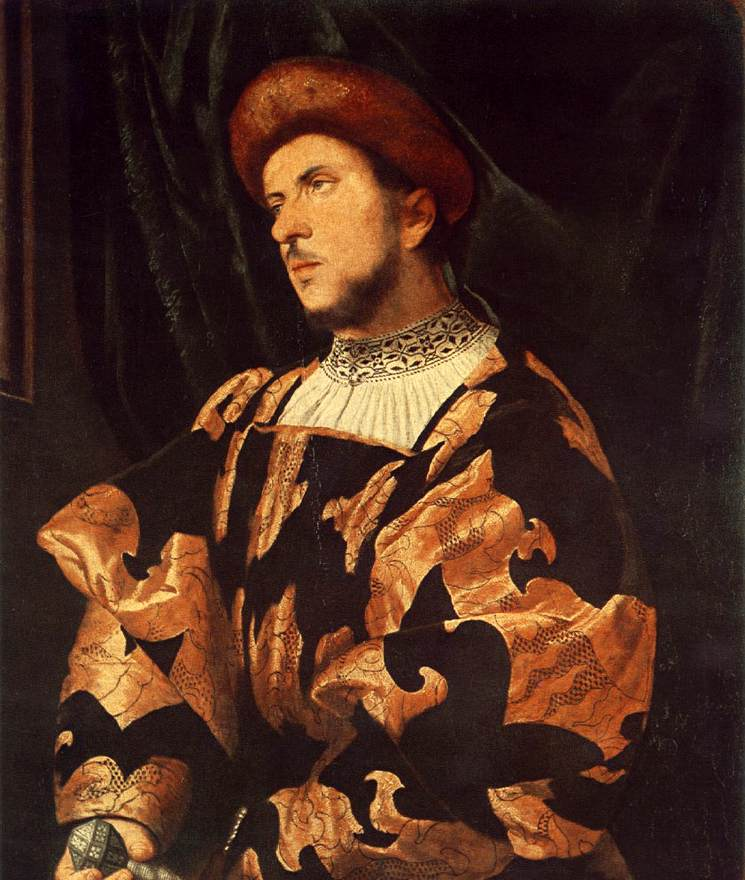
Portrait d'homme, 1520-1525
Budapest

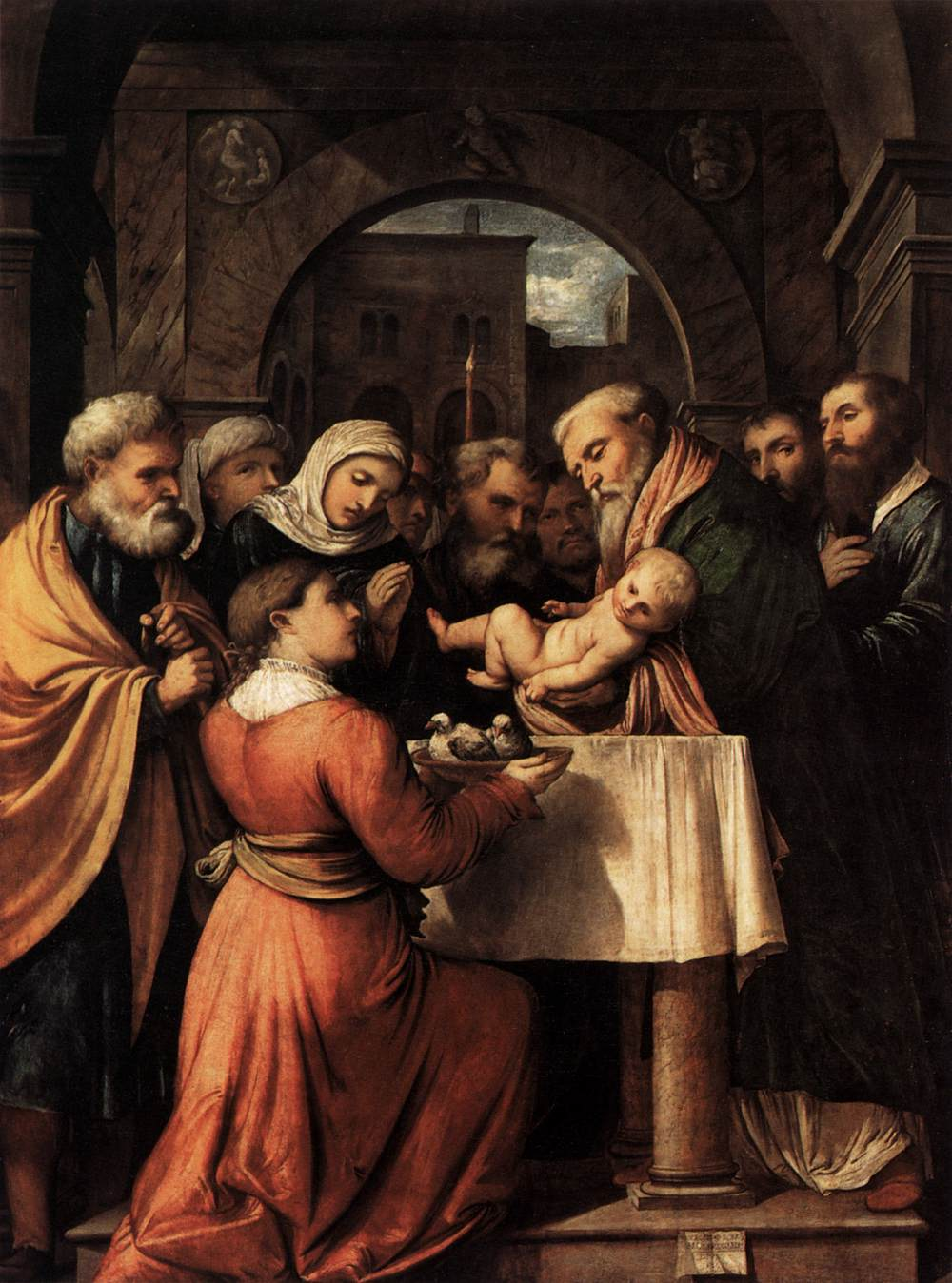
Présentation au temple,1525-1530
Pinacothèque de Brera

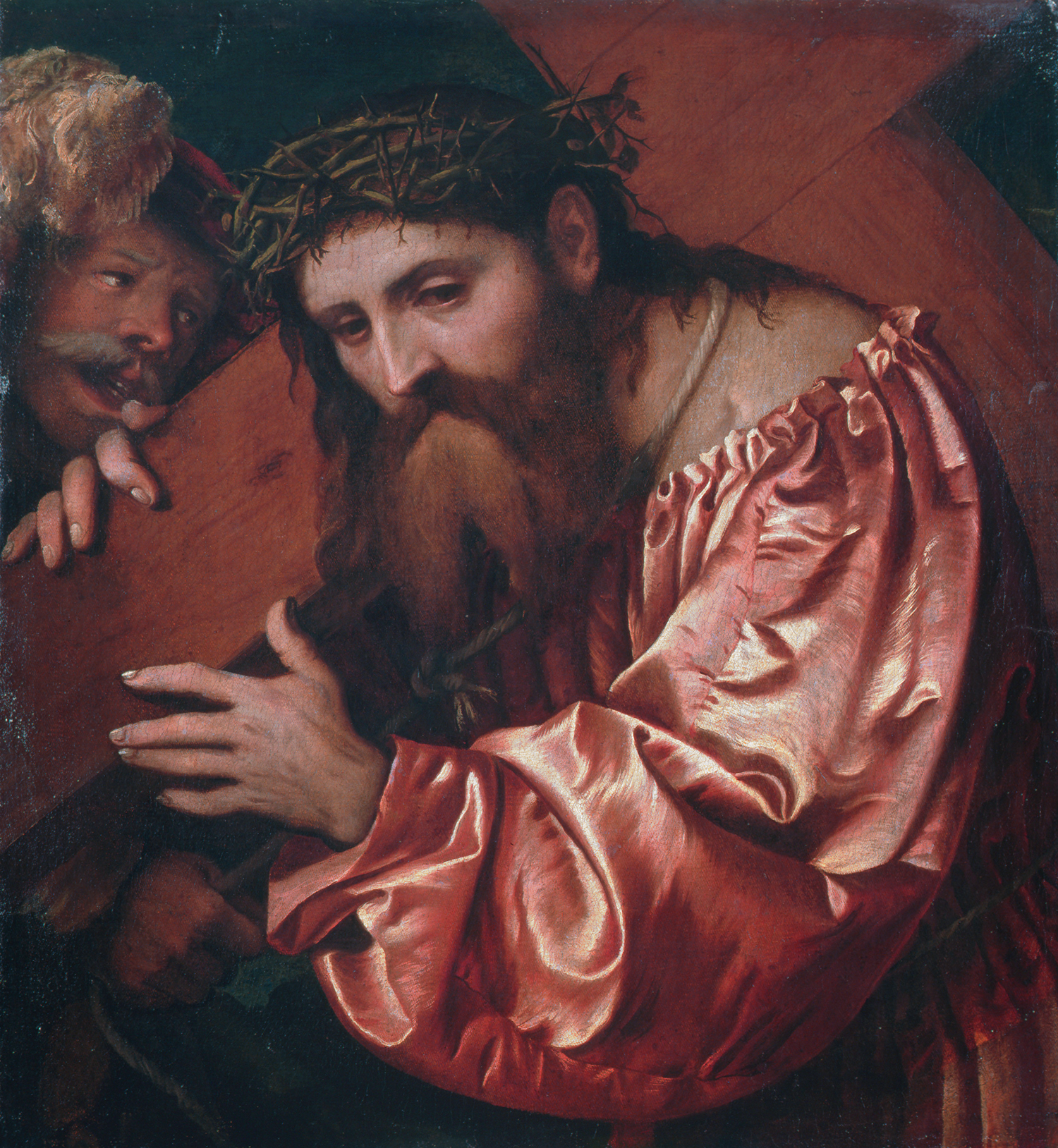
Le Christ portant sa croix (vers 1542-1543), collection Alana, Newark (Delaware).

- Sainte Hélène découvrant la Vraie Croix, Musée national des beaux-arts d'Alger, Alger.
- Vierge à l'Enfant, huile sur toile (1507), musée du Louvre
- Portrait de Nicolò Orsini, Portrait du Gattamelata (attribué), fresques sur bois, Budapest (1509)
- Pietà, huile sur toile (1510)
- Saint Pierre, Saint Paul (1511) (parties d'un polyptyque dispersé), huile sur toile. Kassel, Gemaldegalerie Alte Meister
- Assomption de la Vierge (1512), Église Sant'Alessandro in Colonna, Bergame.
- Vierge à l'Enfant avec saint Jean et saint Jérôme, huile sur toile (1512), Atlanta, High Museum of Art
- Vierge à l'Enfant entre des saints et des donateurs, fresque (1512), Tavernola Bergamasca (BS), Chiesa di San Pietro,
- Portrait d'homme en armure, huile sur toile (1514), La Nouvelle-Orléans, Isaac Delgado Museum
- Salomé, huile sur toile (1516), Berlin, musée de Bode
- Vierge à l'Enfant en trône entre des saints et des moines, huile sur toile (1516-1517), Brescia, église San Francesco
- Vierge à l'Enfant, huile sur toile (1517-1518), Rome, Galleria Doria Pamphilj
- Mariage de la Vierge, huile sur toile (1518-1520),
- Portrait d'un gentilhomme à la veste rayée, huile sur toile (1519)
- Jésus devant Pilate, Flagellation, Couronnement d'épines, Ecce Homo, fresques, 1519. Duomo de Crémone,
- Le Festin de Colleoni[2] et La Visite de Christian du Danemark (v. 1520) fresque, château de Malpaga[3], près de Bergame
- Portrait d'homme, huile sur toile (1520-1525), Allentown (Pennsylvanie), Allentown Art Museum
- Portrait d'Homme, huile sur toile (1521-1522)
- Portrait d'homme (1520-1525), huile sur panneau, 83 × 72 cm, musée des beaux-arts (Budapest)
- Chapelle du Sacrement : Messe de saint Grégoire (1521-1524), Repas à la maison du pharisien (1545), Résurrection de Lazare (ca. 1545), Six Prophètes (1521-1524), Saint Mathieu et Saint Jean l'Evangéliste (1545), huile sur toile ; Brescia, église San Giovanni Evangelista
- Pentecôte, fresque (1522)
- Christ ressuscité, huile sur toile cintrée (1523-1524), Capriolo (BS), église S. Martiri Gervasio e Protasio
- L'Apparition de la Vierge à Auguste, Le Sacrifice d'Isaac, portes d'orgue, tempera sur toile. (1524-25), toile des figures de Sibille et Profeti (1526), Duomo Asola
- Messe de saint Apollonio, huile sur toile (1525), Brescia, église Santa Maria di Calchera
- Polyptyque de la Nativité (ou Saint Alexandre), huile sur toile, 1525), Londres, National Gallery
- Vierge à l'Enfant, huile sur toile (1525-1530), Budapest, musée des beaux-arts
- Histoire de saint Obizio, fresques (1526-1527), Brescia, basilique  San Salvatore
- Le Repas chez Emmaus, Repas dans la maison de Simon le pharisien, fresques sur bois (à San Sebastiano) (1532-1533)
- Vierge à l'Enfant et le petit saint Jean, Jésus et la samaritaine, Mensale con piatti, fresques (1532-1533), Rodengo-Saiano, Abbazia di San Nicola, réfectoire
- Histoire du Christ, fresques (1533-1534), Pisogne (BS), église de Santa Maria della Neve
- Vierge à l'Enfant et deux donateurs, huile sur toile (1532-1536), Sienne, Pinacothèque nationale
- Christ mort pleuré par des anges, huile sur toile (1535), Ospitaletto (BS), église paroissiale
- Saint Jérôme, huile sur toile (1535-1540)
- Stendardo del Santissimo Sacramento (1535-1540), huile sur toile, Chiesa dei Santi Faustino e Giovita, Brescia
- Le Miracle du four, fresques (1536), Breno (BS), Chiesa di Sant'Antonio
- Saint Felix Adauto et des saints aux pieds de la Vierge en gloire, huile sur toile (1536-1537), San Felice del Benaco (BS), église paroissiale
- Les Rois mages, portes d'orgue, tempera sur toile (1536-1540), Brescia, église Saints Nazaro et Celso
- Vierge à l'Enfant et des anges, huile sur toile (1538), Brescia, Palazzo della Congrega della Carità Apostolica,
- Naissance de la Vierge, Visitation, Mariage de la Vierge, panneaux recto-verso d'un orgue, huile sur toile (1539-1541), Brescia, Duomo Nuovo,
- Histoire de la Vierge, fresques (1539-1541), Bienno (BS), église Santa Maria Annunziata
- Pégase et la Muse (attribué), huile sur toile (1540)
- Martyre de saint Georges, tempera sur toile finie à l'huile (1540), Vérone, Chiesa di San Giorgio in Braida,
- La Cène, huile sur toile (1540-1542), Montichiari, Chiesa Parrocchiale di S. Maria Assunta
- Mariage mystique de sainte Catherine et des saints, huile sur toile (1540-1545), Memphis (Tennessee), Brooks Memorial Art Gallery
- Vierge à l'Enfant et des saints, huile sur toile (1540-1550), Milan, centre culturel San Fedele
- Crucifixion avec Marie-Madeleine, huile sur toile (1540-1550)
- La Crucifixion, huile sur toile (1540-1550), Breno (BS), musée Camuno
- Le Christ portant sa croix, vers 1542-1543, huile sur toile, 81 × 72 cm, collection Alana (acquisition 2012) Newark (Delaware)[4]
- Adoration des bergers, huile sur toile (1545)
- Déposition du Christ, huile sur toile (1545), Cizzago (BS), Chiesa Sacro Cuore di Gesù
- Ecce Homo, huile sur toile (1545), Hanovre, musée de Basse-Saxe
- Retable de saint Dominique, huile sur toile (1545-1548)
- Vierge à l'Enfant avec saint Paul, huile sur toile (1545-1550), Brescia, Banque de Brescia
- Saint Paul avec les saints Jérôme, Jean-Baptiste, Marie-Madeleine, Catherine et des anges (dit retable Avogadro), huile sur toile (1549-1550)
- La Chute de la manne, L'eau jaillit de la roche, technique mixte sur toile (1555), Brescia, Duomo Vecchio
- Vocation des saints Pierre et André, huile sur toile (en collaboration avec L. Gambara) (1557), Modène, Chiesa di San Pietro

- Milan, Pinacothèque de Brera : 
  - Vierge à l'Enfant, huile sur toile (1517-1518)
  - Présentation de Jésus au Temple, 1525-1530,huile sur toile ;
  - Le Christ portant sa Croix, huile sur toile (1538)

- Salò (BS), dôme de Salò
  - Vierge à l'Enfant entre les saints Bonaventure et Sébastien, huile sur toile (1517),
  - Saint Antoine de Padoue et un donateur, huile sur toile (1529)

- Trente, château du Bon-Conseil, 
  - Décoration de la loggia, de l'étage, de l'escalier vers le jardin, de la Chambre des Audiences et autres lieux, fresques, 1531-32;
  - Visitation (deux parties), huile sur toile (1535-1536)
  - Vierge à l'Enfant, saint Nicolas de Mira, sainte Dorothée et des donateurs, huile sur toile (1545)

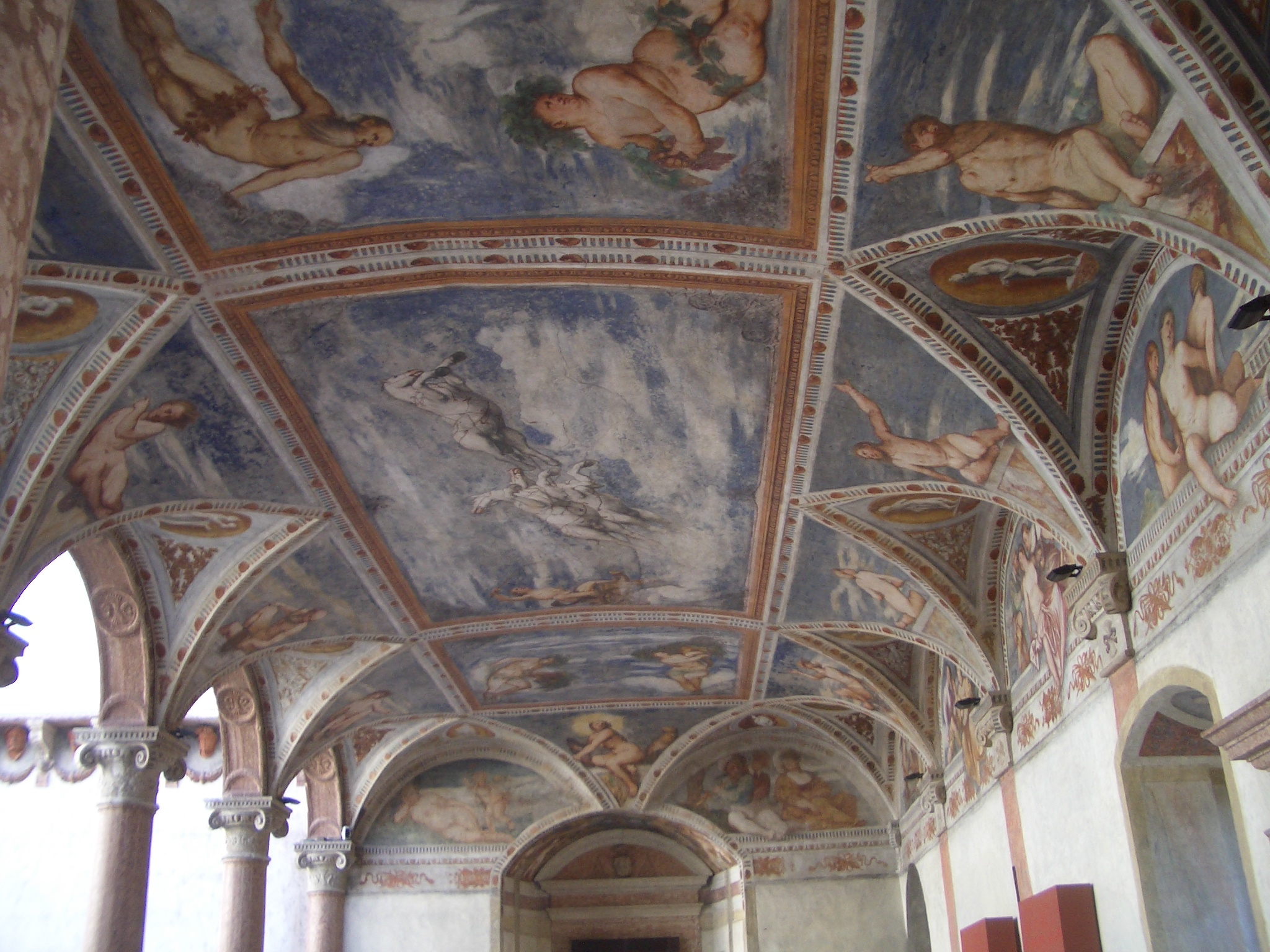
Plafond de la loggia
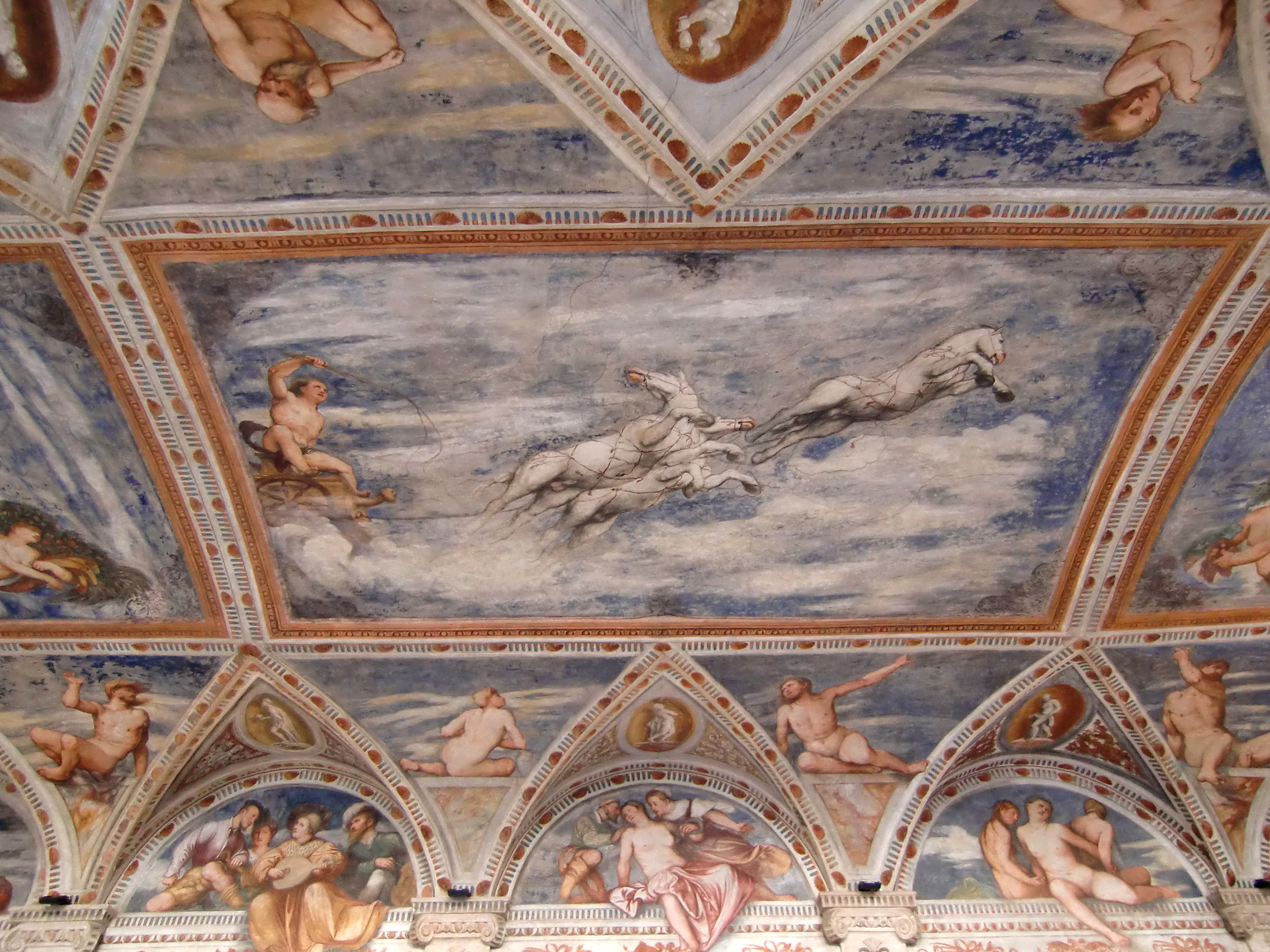
Plafond de la loggia
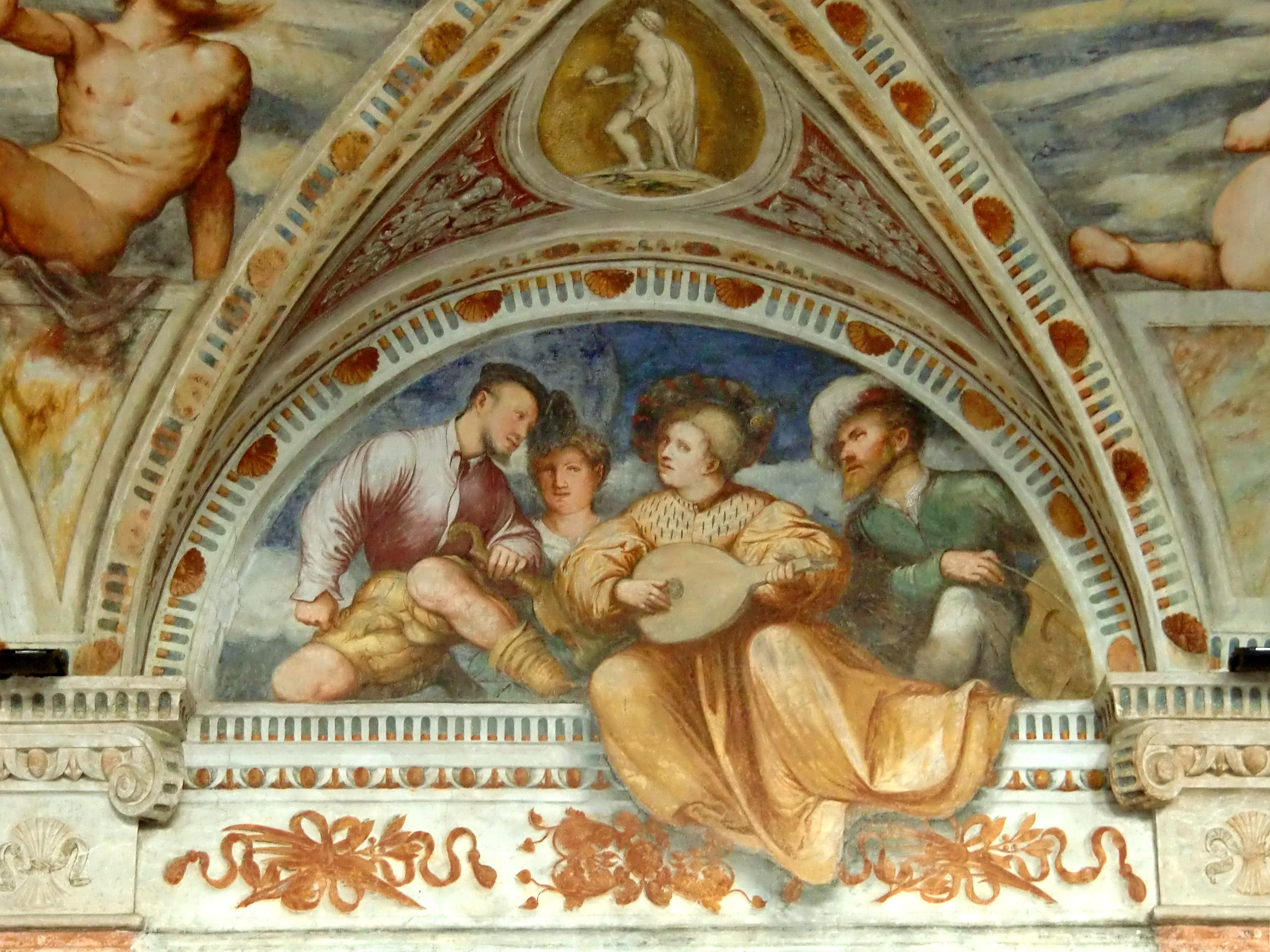
Loggia, Concert champêtre
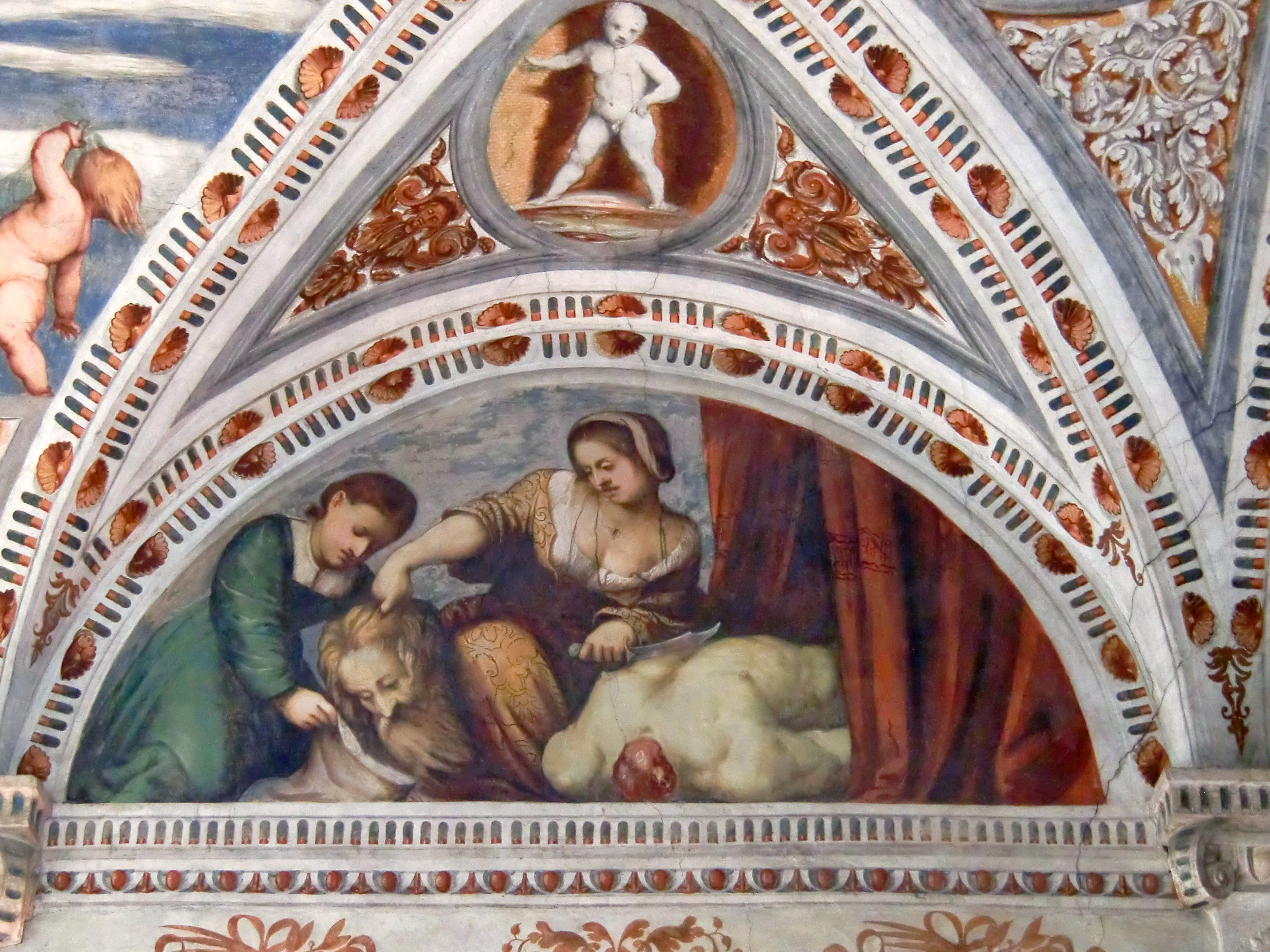
Loggia, Judith and Holoferne
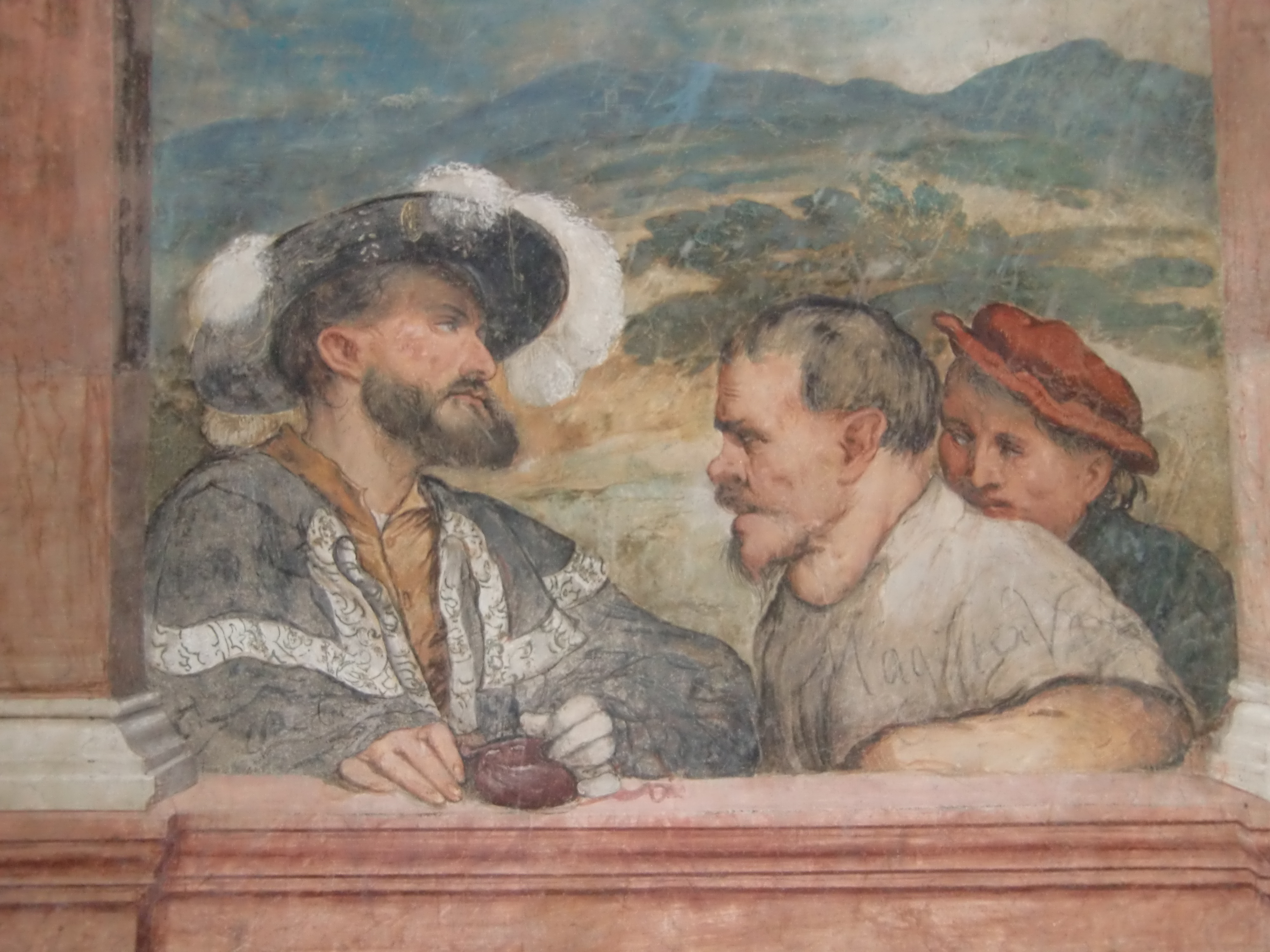
La Paie des ouvriers

- Venise, Galeries de l'Académie : 
  - Déploration du Christ mort, huile sur toile (1510). 183 × 185 cm[5]. Créée pour San Lorenzo de Brescia, Galeries de l'Académie
  - Vierge à l'Enfant entourée de saints et couronnées par des anges, huile sur toile.

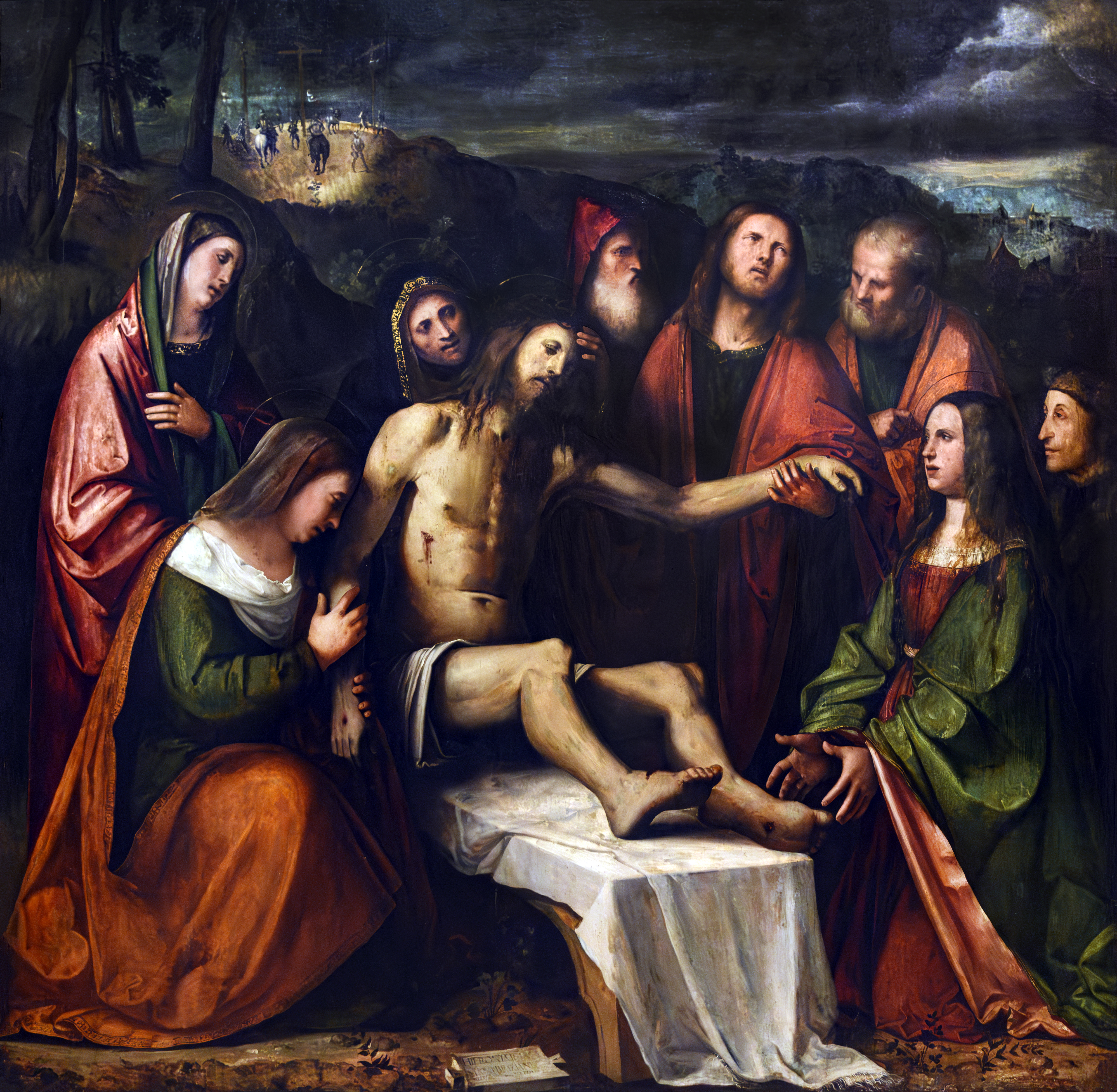
Déploration du Christ mort, huile sur toile (1510)[6].

Non datés ou dates à documenter
- Assomption de la Vierge, huile sur toile. Bergame, Chiesa di Sant'Alessandro in Colonna
- Le Christ portant sa Croix, huile sur toile, Brescia, Pinacoteca Tosio Martinengo
- Saint Jérôme pénitent, huile sur toile
- Pietà avec les saints Paul, Joseph et les Marie, huile sur toile
- Résurrection du Christ entre saint Clément et sainte Thérèse, huile sur toile, Brescia, église San Clemente
- Le Rédempteur avec les Evangélistes et les Docteurs de l'Église, fresque
- Vierge à l'Enfant et des saints, huile sur toile.
- Allégories des saisons et des personnages mythologiques, fresques (avec Lattanzio Gambara). Brescia, Palazzo Averoldi
- L'automne et l'hiver, figures allégoriques et putti, fresques (avec Lattanzio Gambara). Brescia, Palazzo Lechi,
- Annonciation, huile sur toile (avec Callisto Piazza), Brescia/ Urago Mella, église paroissiale
- Mariage mystique de sainte Catherine et des saints, huile sur toile. Calvisano (BS), Chiesa S. Martiri Gervasio e Protasio
- Mariage de la Vierge, huile sur toile. Crema (CR), Palazzo vescovile
- Madeleine, huile sur toile. Florence, Uffizi, collection Contini Bonaccossi
- Narcisse à la fontaine, huile sur toile. Francfort, Städelsche Kunstinstitut

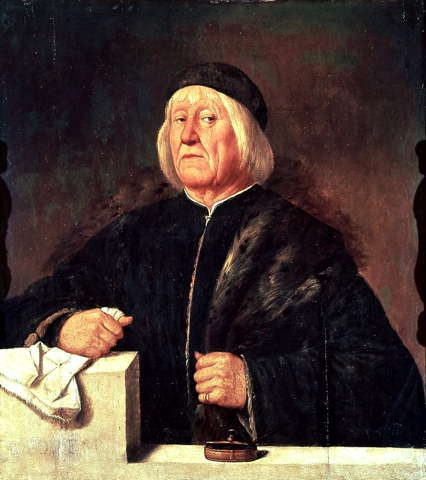
Teofilo Folengo
Musée des Offices

- Portrait de jeune homme, huile sur toile. Londres, The Queen's Gallery au palais de Buckingham
- Adoration des bergers, huile sur toile. Longniddry, East Lothian (Écosse), Gosford House
- Vierge à l'Enfant entre les saints François et Antoine et des donateurs, huile sur toile. Milan, Pinacoteca del Castello

Sforzesco
- Retable de sainte Justine, huile sur toile (1513-1514), Padoue, Museo Civico
- La Cène, huile sur toile. Padoue, Museo Civico
- Vierge à l'Enfant et les saints Laurent, Étienne, Joseph et Marc, huile sur toile, Pralboino (BS), Chiesa parrocchiale
- Vierge à l'Enfant, des saints et des anges, fresques détachées de la chapelle de saint Roch. Villongo San Filastro (BG), Palazzo Bondurri
- Portrait de Teofilo Folengo, peinture, musée des Offices, Florence